# Eddie Floyd
Eddie Floyd (ur. 25 czerwca 1935 w Montgomery) – amerykański muzyk soulowy i rhythm'n'bluesowy, znany z współpracy z wytwórnią Stax Records w latach 60. i 70. XX wieku.
Wychowany w Detroit artysta był początkowo wokalistą zespołu The Falcons, dopóki nie zastąpił go Wilson Pickett. W latach 60. rozwijała się również kariera solowa Floyda; z tego okresu pochodzi jeden z jego bardziej znanych utworów Knock on Wood (1967), napisany razem ze Steve’em Cropperem. Utwór ten był wykonywany wielokrotnie później m.in. przez Davida Bowiego, Jamesa Taylora czy Ellę Fitzgerald. Poza Knock on Wood, zaśpiewał razem z Samem Cookem przebój Bring It On Home to Me (znany z wykonania chociażby The Animals). Floyd występował z grupą Booker T. and the M.G.’s. Napisał słowa do utworów Wilsona Picketta i Otisa Reddinga.
Floyd zagrał w filmie Blues Brothers 2000, występował z Blues Brothers Band. W 2005 i 2006 r. był gościem europejskiego tournée zespołu Bill Wyman’s Rhythm Kings.